# Distretto di Bayraklı
Il distretto di Bayraklı (in turco Bayraklı ilçesi) è uno dei distretti della provincia di Smirne, in Turchia.

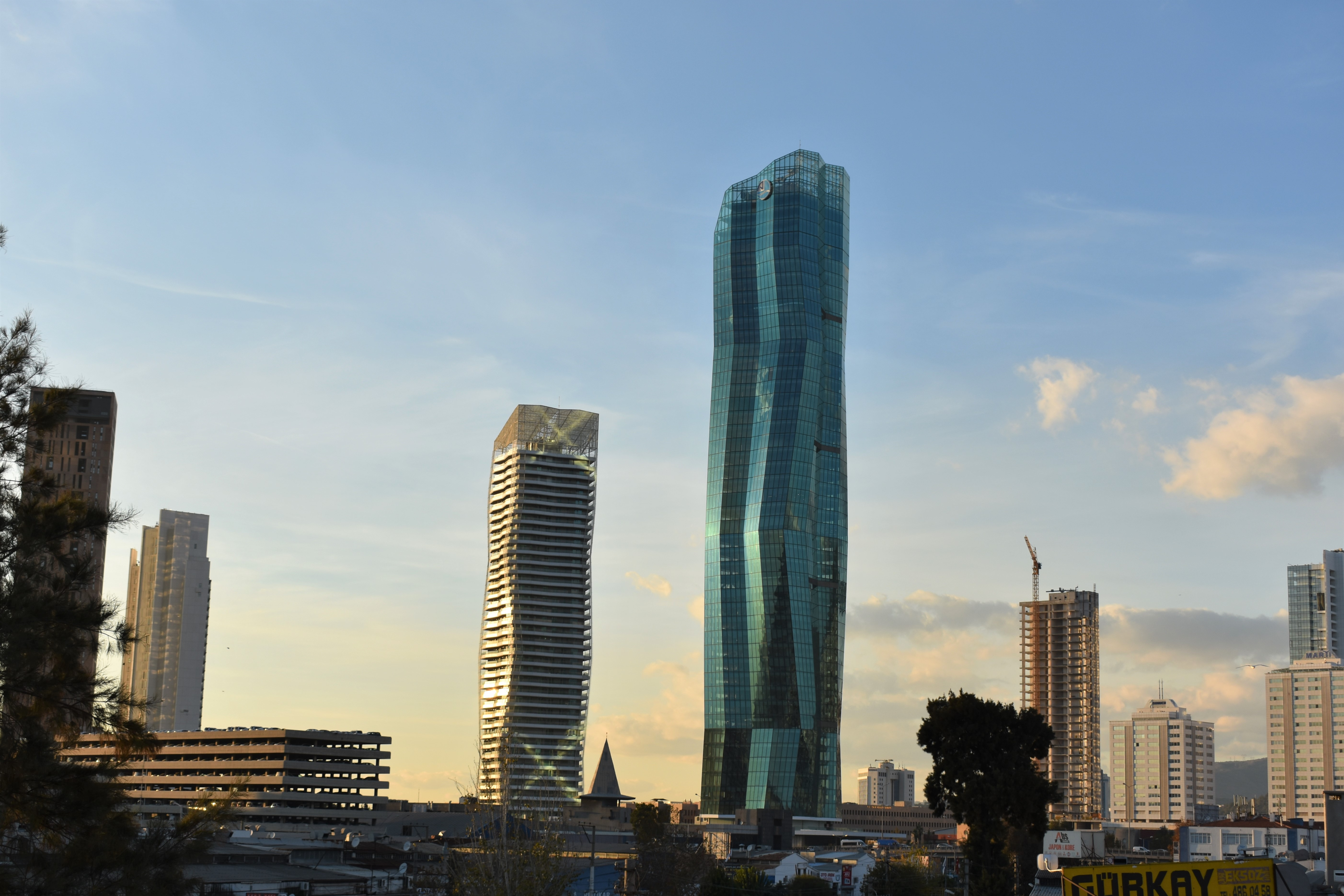
Grattacieli nel quartiere Bayraklı a Smirne, verso il nord del centro storico della città.